# Pie rouge belge
La Pie rouge belge est une race bovine belge.

## Origine
Elle appartient au rameau des races bovines du littoral de la mer du Nord. Elle provient d'une population de pie rouge très ancienne que l'on trouve sur les rives de la Meuse, la MRY. Le livre généalogique a été créé en 1973.

## Morphologie
Elle porte une robe pie rouge clair. Les membres et le ventre sont blancs, les joues et le tour des yeux rouges. Le mufle est rosé. Les cornes sont courtes en croissant. 
C'est une race de taille moyenne : 135 à 140 cm au garrot pour un poids de 650 à 700 kg.

## Aptitudes
C'est une race classée mixte. Elle produit environ 6 000 kg par lactation avec 4,25 % de matières grasses et 3,35 % de taux protéique (données de 1989). L'aptitude bouchère se résume à la valorisation des vaches de réforme.